# Gouverneurswahl in New York 1840
Die Gouverneurswahl in New York von 1840 fand zwischen dem 2. und 4. November 1840 statt, es wurden der Gouverneur und der Vizegouverneur des Bundesstaates New York gewählt.

## Kandidaten
William H. Seward trat mit Luther Bradish als Running Mate für die Whig Party an, William C. Bouck mit Daniel S. Dickinson für die Demokratische Partei und Gerrit Smith mit Charles O. Shepard für die Liberty Party.

## Ergebnis
| Bild   | Kandidat          | Partei               | Stimmen | Stimmen  |
| Bild   | Kandidat          | Partei               | Anzahl  | Prozent  |
| ------ | ----------------- | -------------------- | ------- | -------- |
|        | William H. Seward | Whig Party           | 222.011 | 50,29 %  |
|        | William C. Bouck  | Demokratische Partei | 216.808 | 49,11 %  |
|        | Gerrit Smith      | Liberty Party        | 2.662   | 0,60 %   |
| Gesamt | Gesamt            | Gesamt               | 441.481 | 100,00 % |